# 天利控股
天利控股集團有限公司（簡稱：天利控股，港交所：0117），前身為「宇陽控股（集團）有限公司」，是在香港交易所上市的公司，成立于2001年。
現時主要專注于MLCC（多层陶瓷电容器）及移動手機的業務，除此之外，還經營金融業務。
2016年7月28日，由「宇陽控股（集團）有限公司」更名為「天利控股集團有限公司」。

## 歷史
- 2001年：公司成立。
- 2002年：參股移動手機軟體及硬體設計公司。
- 2003年：開始從事移動手機元件的製造、銷售。
- 2004年：成立第一條移動手機生產線。